# Every Day (2016年の映画)
『Every Day』は2016年公開の日本映画。手塚悟監督作品。第16回TAMA NEW WAVEコンペティション部門にて初上映後、2016年7月23日、新宿K's cinemaにて劇場公開された。

## 概要
手塚悟監督の第1回長編作品。
音楽家haruka nakamuraの1stアルバム「grace」に収録の「every day」にインスパイアされ、原作者・冨士原直也がSNSサイトmixi上で発表した連作短編シナリオを映画化。主演にヨーロッパ企画の永野宗典を迎え、監督の熱烈なオファーによって音楽監督をharuka nakamuraがつとめた。
当初、新宿・K's cinema、大阪・第七藝術劇場のみでの公開を予定していたが、観客の口コミや熱烈なリピーターを生んだことにより、次々と地方劇場で公開された。神戸・元町映画館、大分・日田シネマテークリベルテ等でアンコール上映もされ、ソフト化をあえて行わないことも加えて1年半にわたって全国のミニシアターでロングラン上映された。
ロングラン上映終了後、2018年1月よりAmazonビデオでの配信が開始された。
各曜日ごとに未公開シーンを織り交ぜて再編集された連作短篇集バージョンが2020年5月よりAmazonビデオでの配信が開始された。

## キャスト
- 三井晴之：永野宗典
- 辻村咲：山本真由美
- 菊池：倉田大輔
- きなこ：こいけけいこ
- 津嶋：牛水里美
- 遠藤：土屋壮
- 佐藤主任：朝真裕稀（零式）
- 鈴木マネージャー：藤谷みき
- 吉田：谷川昭一朗
- 辻村芳雄：山内健司

## スタッフ
- 原作：冨士原直也
- 企画：菊池康太
- 製作・監督・脚本・編集：手塚悟
- 音楽：haruka nakamura
- 撮影：松井宏樹
- 照明：櫻井えみ
- 録音・サウンドデザイン：茂木祐介
- スタイリスト：伊達祐輔
- ヘアメイク：林摩規子
- スチール：竹下修平
- 助監督：薄倉直子　日方ユウジ　坂井綾子
- 宣伝：加瀬修一（contrail）
- 宣伝デザイン：小野誠三郎
- 製作・配給：TEDOYA TOGO

## 朗読劇「Every Day」
2022年9月22日から24日まで東京都港区のニッショーホールで朗読劇を上演予定。脚本・演出は古川貴義。なお、林和義と片山陽加が共通キャストとして出演予定。

### 上演日程
| 公演日（予定） | 公演時間    | 三井晴之   | 辻村咲   | 公演会場         |
| -------------- | ----------- | ---------- | -------- | ---------------- |
| 9月22日        | 14:00 18:00 | 林遣都     | 瀧本美織 | ニッショーホール |
| 9月23日        | 13:00 17:00 | 相葉裕樹   | 北原里英 | ニッショーホール |
| 9月24日        | 13:00 17:00 | 赤澤遼太郎 | 瑞季     | ニッショーホール |

### スタッフ
出典：
- 原作 - 冨土原直也
- 脚本・演出 - 古川貴義
- 音楽 - haruka nakamura
- 演奏 - 西寿菜
- プロデュース - 若松亘輝、坂紀史
- 主催・企画・制作 - サンライズプロモーション東京
- 企画協力 - 手塚悟（TEDOYA TOGO）